# Chlorurus enneacanthus
Chlorurus enneacanthus és una espècie de peix de la família dels escàrids i de l'ordre dels perciformes.

## Morfologia
Els adults poden assolir els 50 cm de longitud total.

## Distribució geogràfica
Es troba a Moçambic, Maurici, Maldives i Reunió.